# Mi sangre Tour Edition
Mi sangre Tour Edition es un álbum en vivo del cantante colombiano Juanes. Fue lanzado al mercado el 15 de noviembre de 2005. El álbum posee las 12 canciones del disco Mi sangre, además de cuatro canciones en vivo, dos remezclas y una canción inédita llamada "Lo que importa". La reedición del álbum fue tan exitosa que Juanes fue condecorado con importantes premios.

## Lista de canciones
| Mi sangre Tour Edition |                                                |          |  |
| N.º                    | Título                                         | Duración |  |
| 1.                     | «Ámame»                                        | 4:19     |  |
| 2.                     | «Para tu amor»                                 | 4:09     |  |
| 3.                     | «Sueños»                                       | 3:10     |  |
| 4.                     | «La camisa negra»                              | 3:36     |  |
| 5.                     | «Nada valgo sin tu amor»                       | 3:16     |  |
| 6.                     | «No Siento Penas»                              | 3:53     |  |
| 7.                     | «Dámelo»                                       | 4:07     |  |
| 8.                     | «Lo que me gusta a mi»                         | 3:30     |  |
| 9.                     | «Rosario Tijeras»                              | 3:27     |  |
| 10.                    | «¿Qué Pasa?»                                   | 3:47     |  |
| 11.                    | «Volverte a ver»                               | 3:36     |  |
| 12.                    | «Tu Guardián»                                  | 4:25     |  |
| 13.                    | «A Dios le pido» (Versión en vivo)             | 4:08     |  |
| 14.                    | «La camisa negra» (Versión en vivo)            | 3:50     |  |
| 15.                    | «Fotografía» (Versión en vivo)                 | 4:22     |  |
| 16.                    | «Nada valgo sin tu amor» (Versión en vivo)     | 3:58     |  |
| 17.                    | «La paga» (Featuring Taboo de Black Eyed Peas) | 3:28     |  |
| 18.                    | «La camisa negra» (Sonidero Nacional Remix)    | 4:35     |  |
| 19.                    | «Lo que importa» (Pista Inédita)               | 4:37     |  |